# Herbert Kroemer
Herbert Kroemer (Weimar, 25 de agosto de 1928 - 8 de março de 2024) foi um físico alemão. Recebeu o Nobel de Física de 2000, pelo desenvolvimento de heteroestruturas de semicondutores usando optoeletrônica de alta velocidade.

## Carreira
Kroemer trabalhou em vários laboratórios de pesquisa na Alemanha e nos Estados Unidos e lecionou engenharia elétrica na Universidade do Colorado de 1968 a 1976. Ele se juntou ao corpo docente da UCSB em 1976, concentrando seu programa de pesquisa de semicondutores na tecnologia emergente de semicondutores compostos em vez da tecnologia de silício convencional. Junto com Charles Kittel, ele foi coautor do livro Thermal Physics, publicado pela primeira vez em 1980, e usado até hoje. Ele também é autor do livro Quantum Mechanics for Engineering, Materials Science and Applied Physics.
Kroemer foi eleito como membro da Academia Nacional de Engenharia em 1997 pela concepção do transistor de heteroestrutura semicondutora e laser, e pela liderança na tecnologia de materiais semicondutores. Ele também foi eleito membro da Academia Nacional de Ciências em 2003.

Kroemer sempre preferiu trabalhar em problemas que estão à frente da tecnologia convencional, inventando o transistor de deriva na década de 1950 e sendo o primeiro a apontar que vantagens poderiam ser obtidas em vários dispositivos semicondutores incorporando heterojunções. Mais notavelmente, porém, em 1963 ele propôs o conceito do laser de dupla heteroestrutura, que é agora um conceito central no campo dos lasers semicondutores. Kroemer tornou-se um dos pioneiros na epitaxia por feixe molecular, concentrando-se na aplicação da tecnologia a novos materiais não experimentados.